# 오억령
오억령(吳億齡, 1552년 ~ 1618년)은 조선의 문신이다. 본관은 동복(同福), 자는 대년, 호는 만취, 시호는 문숙(文肅)이다. 부제학으로 청백리에 뽑혔고, 대사헌, 형조판서, 우참찬 등을 역임했다. 1614년(광해군 6년) 8월 27일 위성원종공신 1등(衛聖原從功臣)에 책록되었다.

## 생애
1570년(선조 3) 사마시를 거쳐 1582년 식년 문과에 병과로 급제해 전생서참봉(典牲署參奉)·예문관검열과 호조좌랑·이조좌랑 등을 지냈다. 그 뒤 이조정랑을 거쳐 경상도안무사로 있다가 내직으로 들어와 집의(執義)·전한(典翰), 성균관사성 등을 역임하였다. 사간원 전한으로 있을 때 일본 사신을 맞아 접대했었는데, 일본 사신의 말 가운데에서 조선 침입의 눈치를 알아차리고 왕에게 아뢰었으나 받아들여지지 않았다. 후에 그의 말이 그대로 들어맞아 임진왜란이 일어나자 비로소 왕의 인정을 받았다.
1591년 진주사(陳奏使) 질정관(質正官)이 되어 명나라에 갔다가 이듬해 귀국하는 도중에 임진왜란이 일어나 개성에서 선조를 호종(扈從)하였다. 의주에서 직제학(直提學)에 임명되고, 그 뒤 이조참의 우부승지가 되고 대사성을 지냈다.
1593년 환도한 뒤 대사간·도승지·대사헌·이조참판을 두루 역임했다. 황해도 관찰사로 있을 때 해서(海西)에 머물던 의인왕후(懿仁王后)를 위한 물자 징수가 과도해 폐단이 심하므로 이를 해결하였다.
1601년에는 부제학으로 청백리에 뽑혔고, 병조참판·부판윤·대사헌·형조판서·우참찬·개성유수를 역임하였다. 1614년(광해군 6년) 8월 27일 위성원종공신 1등(衛聖原從功臣)에 책록되었다.
저서로는 《만취문집》이 있다. 글씨에도 뛰어나, 초서·예서·전서를 고루 잘 썼다. 시호는 문숙(文肅).

## 가족 관계
- 아버지 : 오세현(吳世賢)
- 어머니 : 창녕 성씨(昌寧成氏), 참봉 성근(成近)의 딸
  - 처 : 남양 홍씨(南陽洪氏), 홍담(洪曇)의 딸
    - 장남 : 오익(吳翊)
    - 차남 : 오정(吳靖)
    - 3남 : 오전(吳竱)
    - 녀 : 한흥일(韓興一)에게 출가

## 참고 자료
- 이 문서에는 다음커뮤니케이션(현 카카오)에서 GFDL 또는 CC-SA 라이선스로 배포한 글로벌 세계대백과사전의 내용을 기초로 작성된 글이 포함되어 있습니다.